# Mary Treat
Mary Lua Adelia Davis Treat (Trumansburg, Nueva York; 7 de septiembre de 1830–Pembroke, Nueva York; 11 de abril de 1923) fue una naturalista y corresponsal con Charles Darwin. Las contribuciones de Treat, tanto a la botánica como entomología fueron extensas: cuatro especies de plantas y de animales llevan su epónimo, incluida una amaryllis, Zephyranthes treatae (hoy llamado Zephyranthes atamasca var. treatae), y una especie de hormiga: Aphaenogaster treatae.

## Biografía
Nacida Mary Davis de una familia de clase media, en Trumansburg, Nueva York, creció principalmente en Ohio, donde asistió a escuelas públicas y privadas de niñas. Davis se casó, en 1863, con el Dr. Joseph Burrell Treat, un abolicionista y profesor; vivieron en Iowa y en 1868 se mudaron a Vineland, Nueva Jersey.

## Carrera e investigaciones

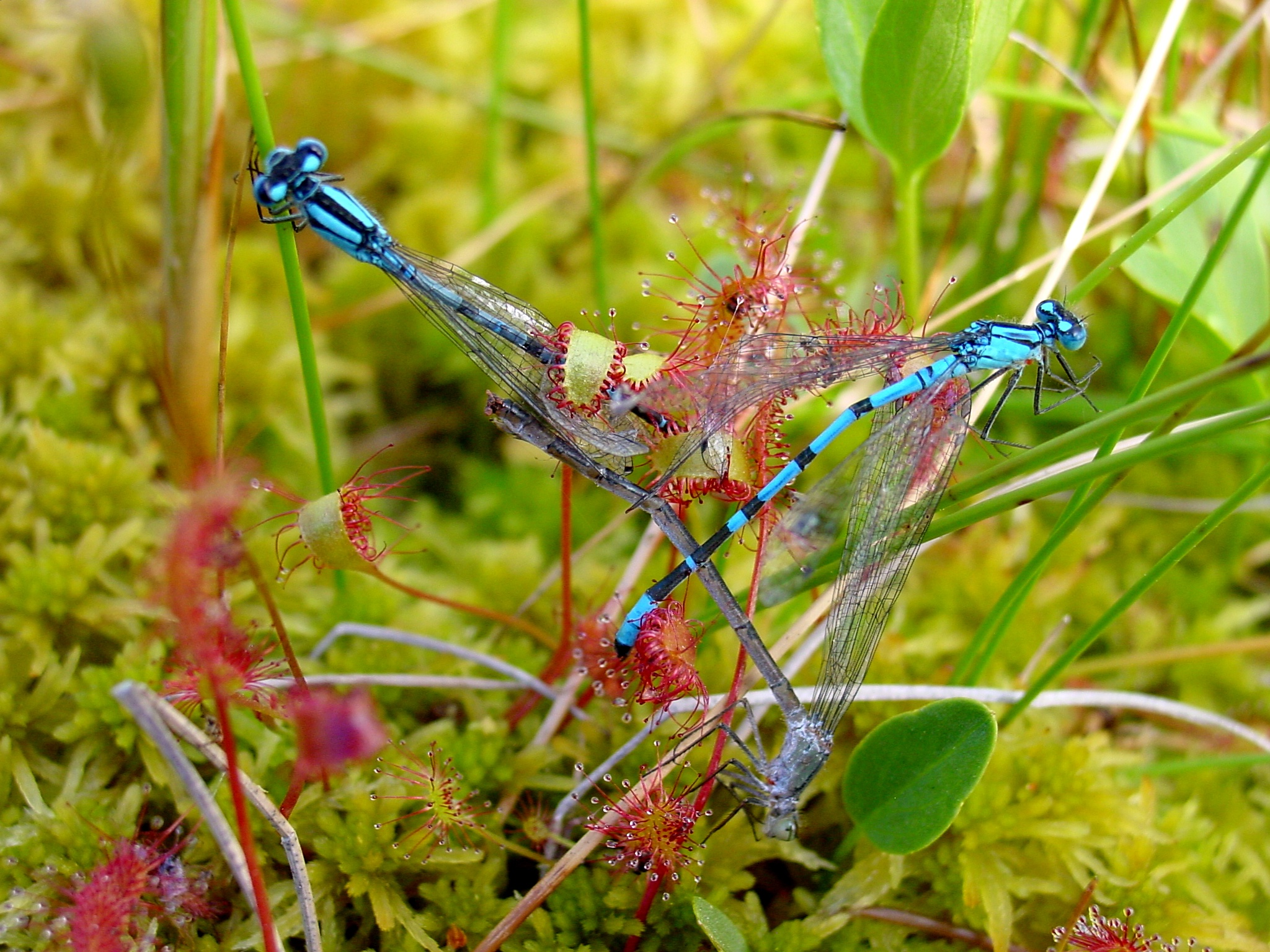
Drosera anglica con una presa.

Después de mudarse a Nueva Jersey, Treat comenzó estudios científicos y, colaboró con su esposo en artículos e investigaciones sobre entomología. El primer artículo científico de Treat fue publicado en "The American Entomologist" cuando tenía 39 años. Y, durante 28 años escribió 76 artículos científicos y de divulgación popular, así como cinco libros. Su investigación se expandió rápidamente desde entomología a la ornitología y botánica, detallando la vida de aves y de plantas en la región sur de Nueva Jersey. En 1874, tras la separación de su esposo, Treat se sustentó a sí misma mediante la publicación de artículos de divulgación científica popular en publicaciones periódicas como Harpers and Queen. A partir de 1870, publicó artículos populares naturalistas en Garden and Forest, Hearth and Home, Harper's, y en Lippincott's.
Su texto, Injurious Insects of the Farm and Field, originalmente publicado en 1882, fue reimpreso cinco veces. Recolectó plantas e insectos para otros investigadores, uno de los cuales fue el eminente botánico de Harvard Asa Gray. Fue a través de Gray que le presentaron a Charles Darwin. Treat escribió notas para participar en discursos botánicos y entomológicos, no solo con Darwin y Gray, sino también a Auguste Forel y a Gustav Mayr. Viajó a Florida varias veces entre 1876 y 1878 para investigar más plantas insectívoras. En uno de esos viajes, descubrió el lirio Zephyranthes treatae (nombrado en su honor por Sereno Watson) y descubrió que otro lirio no estaba extinto.

### Colaboración con Charles Darwin
La primera correspondencia registrada entre Treat y Darwin data del 20 de diciembre de 1871 y en ella Treat describe las actividades de captura de moscas de la Drosera, comúnmente conocida como drosera. La correspondencia registrada entre Treat y Darwin se extiende a lo largo de cinco años, en torno al período en que Darwin investigaba, y luego publicaba, sobre las plantas carnívoras. En su correspondencia discuten predominantemente sobre estas plantas (aunque no es el único tema, también hablaron del control del sexo en las mariposas), y Treat criticó abiertamente las hipótesis de Darwin. Un intercambio notable se refería a la planta Utricularia clandestina.
El profesor y mentor de Darwin en Cambridge, John Stevens Henslow, tenía un claro conocimiento de la morfología de las plantas Utricularia (bladderwort), pero no era capaz de comprender la mecánica de funcionamiento de sus trampas. Darwin llegó a la conclusión errónea de que los animales entraban en las trampas forzando la cabeza a través del orificio en forma de hendidura con la cabeza sirviendo de cuña. En una carta a Treat le informó de que este tema le volvía "medio loco". Treat se absorbió profundamente en este problema, investigando intensamente. A través de largas horas de observación de la secuencia de captura bajo su microscopio se dio cuenta de que los pelos alrededor de la entrada de la trampa eran sensibles y formaban parte del proceso por el que las trampas de Utricularia se abrían, aportando nuevos conocimientos sobre la gama de presas animales microscópicas capturadas en estas trampas y los procesos digestivos a los que eran sometidas. Treat lo describió como "estas pequeñas vejigas... en realidad como otros tantos estómagos, que digieren y asimilan el alimento animal". Darwin quedó tan impresionado con el trabajo de Treat sobre las plantas carnívoras que hizo referencia a ella, tanto dentro del texto principal como en notas a pie de página, a lo largo de su publicación Plantas insectívoras (1875).
Al afirmar públicamente la labor científica de Treat, Darwin legitimó su papel como científica, aunque esto no es del todo indiscutible entre, la opinión de Gianquitto no es reflejada por todos los escritores que discuten la identidad científica de Treat". Con la llegada de Internet, la correspondencia de Treat con Darwin se ha analizado con más detalle.

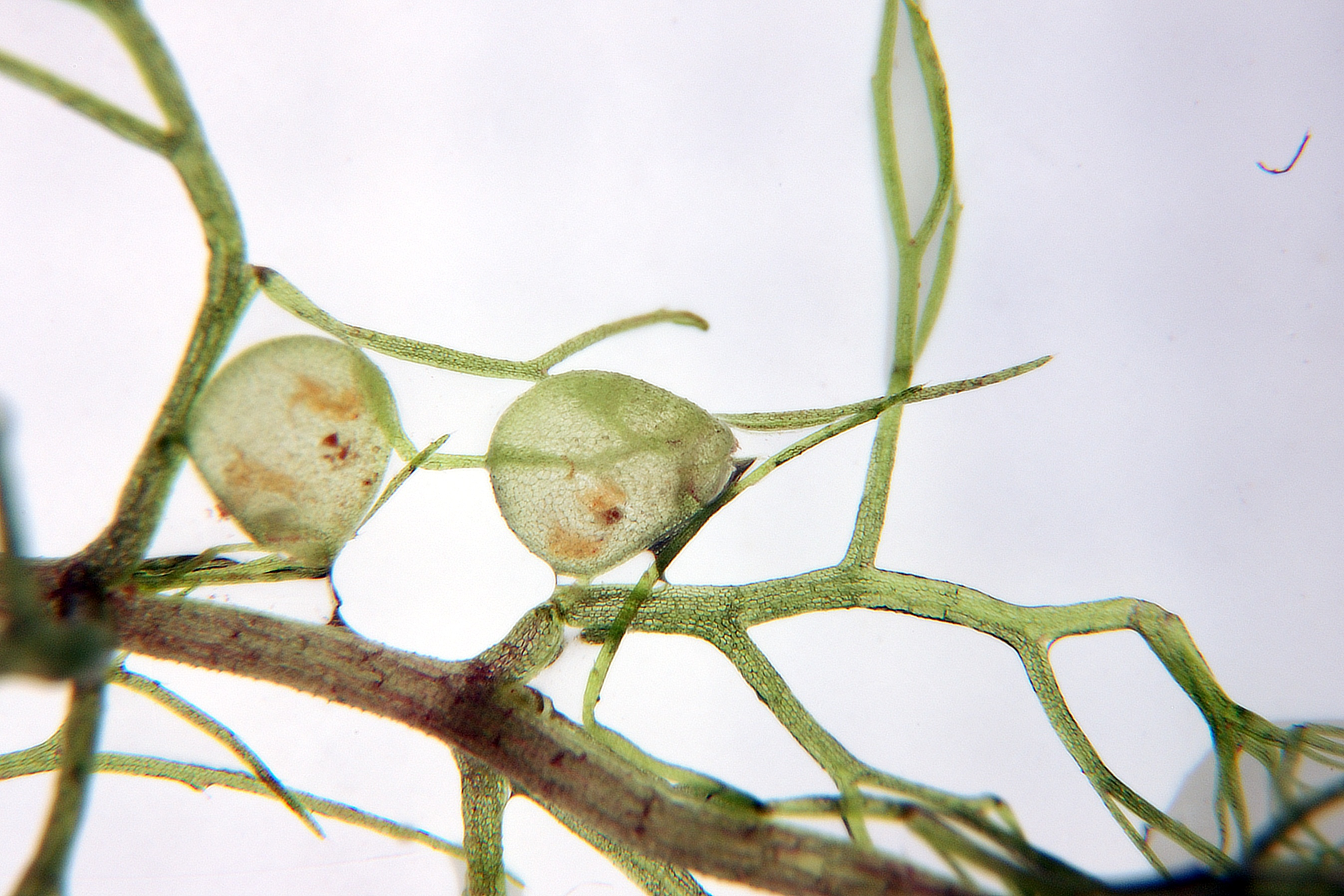
Trampas de Utricularia aurea

## Legado
El mejor archivo de la vida de Treat está disponible en la Vineland Historical and Antiquarian Society. El herbario de la Universidad de Harvard tiene una selección de los especímenes que Treat envió a Asa Gray y ejemplos de su correspondencia original. The Darwin Correspondence Project tiene resúmenes de su correspondencia con Darwin, pero todavía no cubre el contenido completo de las cartas que se enviaron mutuamente. La mayoría de las cartas originales se pueden consultar en la Biblioteca de la Universidad de Cambridge. Aún no se ha escrito una biografía definitiva de Treat.
Mary Treat es uno de los personajes principales de la novela histórica Unsheltered, de Barbara Kingsolver (publicada el 16/10/2018, por Harper).

## Obra
Las obras de Treat detallaban sobre todo sus observaciones de insectos y aves en un estilo accesible para los niños pequeños y las mujeres menos instruidas.
- Chapters on Ants/ Capítulos sobre hormigas (1879)
- Injurious Insects of the Farm and Garden/ Insectos dañinos de la granja y el jardín (1882)
- Home Studies in Nature / Estudios caseros de la naturaleza (1885)
- Through a Microscope / A través del microscopio (1886)
- My Garden Pets / Mis mascotas de jardín (1887)
- Asa Gray: His Life and Work  / Asa Gray: su vida y su obra (1890)

## Abreviatura (zoología)
La abreviatura Treat  se emplea para indicar a Mary Treat como autoridad en la descripción y taxonomía en zoología.

- La abreviatura «Treat» se emplea para indicar a Mary Treat como autoridad en la descripción y clasificación científica de los vegetales.[1]

- Datos: Q6780853
- Multimedia: Mary Treat / Q6780853
- Especies: Mary Lua Adelia Davis Treat

1. ↑  Todos los géneros y especies descritos por este autor en IPNI.